# Порыв (фильм)
«Порыв» (англ. Impulse) — американский кинофильм. Премьера в США состоялась 6 апреля 1990 года

## Сюжет
Героиня фильма, красивая и молодая Лотти Мэйсон, работает в полиции Лос-Анджелеса «подсадной уткой». Она лучший оперативник в отряде по борьбе с проституцией и наркотиками. Задача Мэйсон привлечь к себе внимание, чтобы обнаружить и задержать наркоманов, маньяков и грабителей. В Лотти всегда чувствовалось что-то дикое и даже странное. Возможно, именно поэтому она была лучшим оперативником и с честью выходила из разных передряг.
Но однажды, чудом выжив в ходе очередной операции, Мэйсон случайно зашла в кафе и познакомилась с одним из посетителей. Выпив порцию текилы, которую оплатил новый знакомый, девушка получает предложение исполнить любые её мечты. Неожиданно для себя Лотти, поддавшись опасному импульсу, соглашается поехать домой к малознакомому человеку.

## В ролях
- Тереза Расселл — Лотти Мэйсон
- Джефф Фэйи — Стэн
- Джордж Дзундза — лейтенант Джой Морган
- Алан Розенберг — Чарли Кац
- Николас Меле — Росси
- Эли Данкер — Демирьян
- Чарльз МакКоэн — Фрэнк Мунофф
- Линн Тигпен — доктор Гарднер
- Кристофер Лоуфорд — Стив
- Рассел Кэрри — бармен Миллс

- Сондра Локк — режиссёр
- Андре Э. Морган — продюсер
- Альберт С. Радди — продюсер
- Дэн Колсруд — исполнительный продюсер
- Дин Семлер — оператор
- Уильям Эллиотт — художник-постановщик
- Джон Уилер — монтажёр
- Дебора Хоппер — художник по костюмам

## История проката

### Даты премьер
Даты приведены в соответствии с данными IMDb.
- США — 6 апреля 1990
- Нидерланды — 22 июня 1990
- Франция — 25 июля 1990
- Финляндия — 27 июля 1990
- ФРГ — 2 августа 1990
- Португалия — 30 мая 1991